# Jeremy Baumberg
Jeremy John Baumberg é um físico britânico.
Recebeu a Medalha Rumford de 2014, "por sua criatividade excepcional em nanofotônica, investigando diversas nanoestruturas engenhosas, tanto artificiais quanto naturais, em apoio a novos fenômenos plasmônicos relevantes para a espectroscopia Raman, performance de células solares e aplicações em meta-materiais."